# Chilonatalus tumidifrons
Chilonatalus tumidifrons је сисар из реда слепих мишева и породице Natalidae. 

## Распрострањење
Бахамска острва су једино познато природно станиште врсте.

## Станиште
Врста Chilonatalus tumidifrons има станиште на копну.

## Угроженост
Ова врста је на нижем степену опасности од изумирања, и сматра се скоро угроженим таксоном.

### Популациони тренд
Популација ове врсте се смањује, судећи по расположивим подацима.